# Ernst Lautenbach
Ernst Lautenbach (* 22. April 1935 in Bingerbrück; † 16. März 1993 in Rüsselsheim) war ein deutscher Fleischermeister und Politiker (CDU).

## Leben
Lautenbach, der katholischer Konfession war, besuchte die Volksschule und die Berufsschule. Er machte 1949 bis 1952 eine Fleischerlehre, legte 1952 die Gesellen- und 1957 die Meisterprüfung ab und war ab 1959 selbstständiger Fleischermeister in Bad Kreuznach. Daneben war er nebenberuflicher Fachlehrer an der Berufsschule in Bad Kreuznach und Vorsitzender der Meisterprüfungskommission der Handwerkskammer Koblenz.
Er war Mitglied des Präsidiums bzw. Vizepräsident des Deutschen Fleischerverbands, stellvertretender Landesinnungsmeister und Obermeister und Vorsitzender der Vertreterversammlung der Fleischerei-Berufsgenossenschaft.

## Politik
1954 wurde Lautenbach Mitglied der JU und war 1957 bis 1958 Kreisvorsitzender der JU. 1956 wurde er Mitglied der CDU und war in seiner Partei 1964 bis 1966 Vorsitzender des CDU-Stadtverbands Bad Kreuznach und Mitglied des CDU-Kreis- und Bezirksvorstands. 1975 wurde er Kreisvorsitzender der KPV und 1978 Bezirksvorsitzender der CDU-Mittelstandsvereinigung Koblenz. Kommunalpolitisch war er 1960 bis 1974 Mitglied des Stadtrats Bad Kreuznach und 1974 bis 1979 Mitglied des Kreistags Bad Kreuznach. 
Vom 14. Dezember 1978 bis zum 16. März 1993 war er vier Wahlperioden lang Mitglied des Landtags Rheinland-Pfalz. Im Landtag war er unter anderem Mitglied und später stellvertretender Vorsitzender im Ausschuss für Wirtschaft und Verkehr und in der 12. Wahlperiode Vorsitzender der Rechnungsprüfungskommission.

## Auszeichnungen
- Bundesverdienstkreuz am Bande (1987)